# Ménestreau-en-Villette
Ménestreau-en-Villette é uma comuna francesa na região administrativa do Centro, no departamento Loiret. Estende-se por uma área de 54 km². Em 2010 a comuna tinha 1 486 habitantes (densidade: 27,5 hab./km²).